# كوكيا (أرومية)
كوكيا هي قرية في مقاطعة أرومية، إيران. يقدر عدد سكانها بـ 716 نسمة بحسب إحصاء 2016.